# اوای‌سیس (سازمان)
سازمان پیشبرد استانداردهای اطلاعات ساخت‌یافته (به انگلیسی: Organization for the Advancement of Structured Information Standards) با کوته‌نوشت اوای‌سیس (به انگلیسی: OASIS) یک ائتلاف (کنسرسیوم) ناسودبر جهانی است که روی توسعه، همگرایی، و پذیرش استانداردهای باز در زمینه‌های امنیت، زنجیره بلوکی، اینترنت اشیاء، مدیریت شرایط اضطراری، رایانش ابری، تبادل داده مجاز، انرژی، مدیریت محتوا و دیگر زمینه‌ها فعالیت دارد.